# Lipovec (Banská Bystrica)
|  | No s'ha de confondre amb Lipovec (Žilina). |

Lipovec és un poble i municipi d'Eslovàquia. Es troba a la regió de Banská Bystrica.

## Història
La primera menció escrita de la vila es remunta al 1413.

## Demografia
| Godina             | 1994 | 2004   | 2014    | 2024    |
| ------------------ | ---- | ------ | ------- | ------- |
| Nombre de persones | 83   | 76     | 102     | 90      |
| Diferència         |      | −8,43% | +34,21% | −11,76% |

| Godina             | 2023 | 2024   |
| ------------------ | ---- | ------ |
| Nombre de persones | 86   | 90     |
| Diferència         |      | +4,65% |